# Pinguicula vulgaris
Pinguicula vulgaris L., 1753 è una pianta carnivora perenne appartenente alla famiglia Lentibulariaceae.

## Descrizione

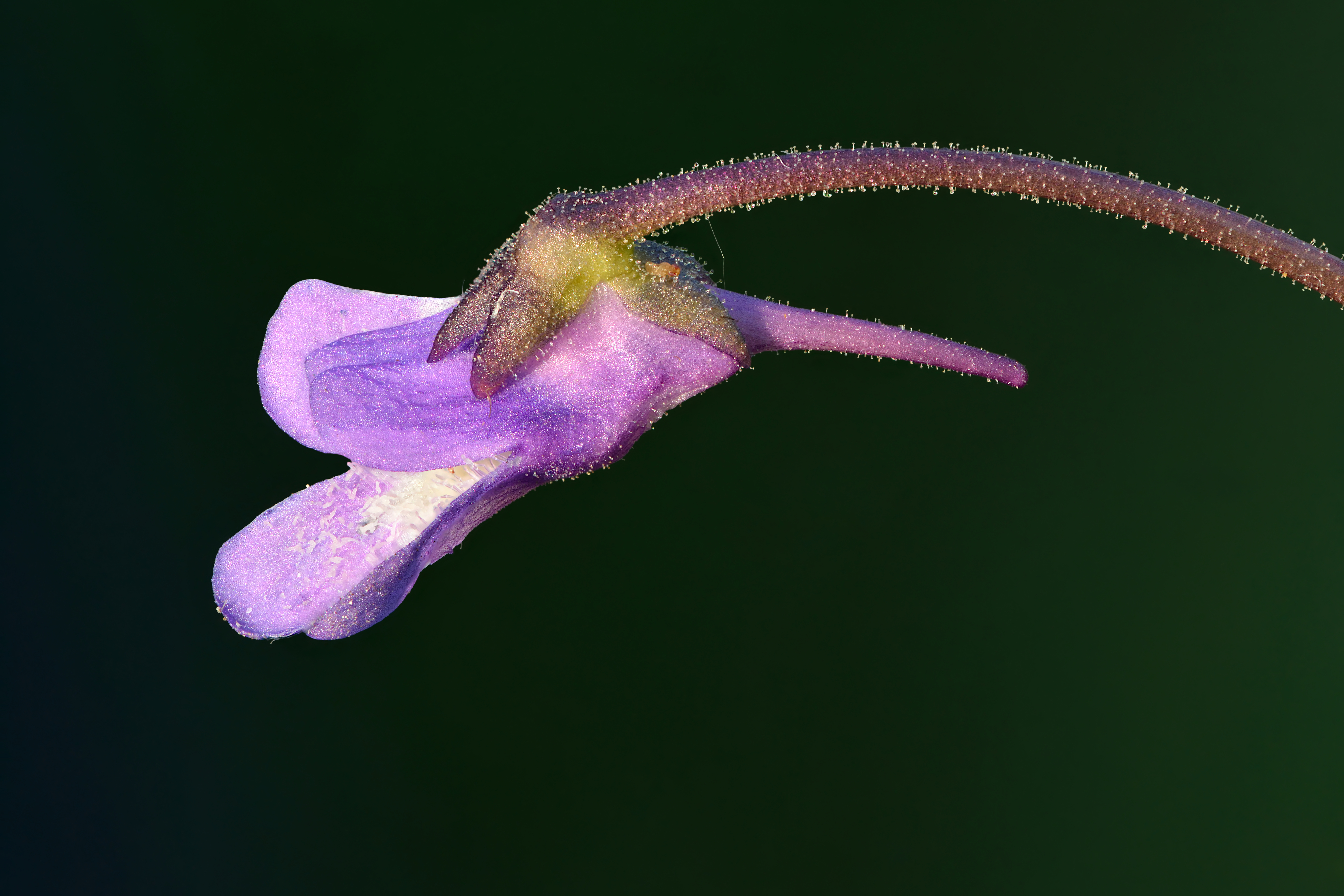
Fiore

Raggiunge l'altezza di 3-16 cm. Foglie da ovate a oblunghe.

### Fiori
Il fiore è di colore porpora o bianco, è grande 15 mm o più ed ha la forma di un imbuto.

### Radici
Le radici sono corte, poche e non ramificate. Sono presenti dalle cinque o sei radice per pianta ed hanno una lunghezza media di 30 mm, le piante più giovani ne hanno un numero maggiore (dalle otto elle diciotto), sono poco più corte e pochissimo ramificate.

## Biologia
Le foglie di Pinguicula sono dotate di ghiandole secernenti una sostanza vischiosa. Quando un insetto vi si posa, questa lo trattiene, ed enzimi lo digeriscono. Come altre piante che si nutrono di insetti, P. vulgaris estrae sali minerali, specialmente nitrati e fosfati, dalle prede.
Essendo nativa di regioni con inverni rigidi, va in ibernazione producendo degli ibernacoli, delle gemme resistenti al freddo.

## Distribuzione e habitat
È diffusa nella fascia temperata dell'emisfero settentrionale, dall'Europa alla Russia, negli USA e in Canada.
In Italia era presente, fino a tempi relativamente recenti, in alcune aree pedemontane e di alta pianura della Val Padana, del Veneto e del Friuli-Venezia Giulia, ma è scomparsa quasi ovunque in seguito alla progressiva distruzione dell'habitat (bonifiche, captazione di sorgenti e falde), risulta ancora abbastanza diffusa, ad altitudini montane e subalpine, lungo le Alpi (dal Friuli alla Liguria), nelle valli Orco e Soana del Parco Nazionale Gran Paradiso, e assai più sporadica nell'Appennino settentrionale e centrale.
È specie legata ad ambienti umidi, come torbiere neutro-alcaline, prati permanentemente umidi e sorgenti. Cresce inoltre preferibilmente su un substrato acido.

## Usi
In passato, era talvolta usata per cagliare il latte, e si diceva che il burro ottenuto da una mucca che avesse mangiato questa pianta fosse buono per i neonati. Si pensava anche che questa pianta proteggesse la gente da fate e streghe.